# Lowlands 2011
Lowlands 2011 (voluit: A Campingflight to Lowlands Paradise) is een Nederlands muziek- en cultuurfestival dat op 19, 20 en 21 augustus 2011 plaatsvond in Biddinghuizen. Het was de 19e editie van het Lowlandsfestival. Op vrijdag 26 november 2010 waren alle kaarten in een recordtijd uitverkocht, slechts twee uur na de start van de voorverkoop. Vanwege de voorgenomen btw-verhoging op podiumkunsten per 1 januari 2011 werden de kaarten vervroegd aangeboden.

## Artiesten
| - Addicted Kru Sound - Agnes Obel - Âme - Amon Tobin - Anna Calvi - Antwerp Gipsy-Ska Orkestra - Aphex Twin - Apparat - Arctic Monkeys - Azari & III - Babylon Circus - Beady Eye - Beardyman - Ben Howard - Bittereinder - Boef en de Gelogeerde Aap - Bombay Bicycle Club - Borgore - Budzillus - Cage The Elephant - Chase & Status - Chef'special - Cherri Bomb - Chromeo - Cinnaman - Cloud Control - Collabs - Crystal Castles - Crystal Fighters - CQMD - Customs - Deadbeat - De Jeugd van Tegenwoordig - Dem Slackers - De Staat - Destroyer - dEUS - DeWolff - Drop the Lime - Dry the River - Edward Sharpe and the Magnetic Zeros - Eefje de Visser - Elbow - Emalkay | - Erland and The Carnival - Fake Blood - Feed Me - Fink - Fitz and the Tantrums - Fleet Foxes - Flogging Molly - Frank Turner - Free the Robots - Freek Fabricius - Friendly Fires - Ghostpoet - Gomes - Graffiti6 - Grooverider - Handsome Poets - Interpol - Jackmaster - James Blake - Jamie Woon - Joan As Police Woman - Jungle By Night - Junip - Kakkmaddafakka - Karnivool - Kraantje Pappie - Kyle Hall - La Boutique Fantastique - Lady Aïda - Lamb - Le Butcherettes - Lennaert Maes - Little Dragon - Loefah - Makam - Mariachi El Bronx - Matthew Dear - Mayer Hawthorne & The Country - Miles Kane - Mona - Lykke Li - Noah and the Whale - Nymfo - Odd Future | - Omar Souleyman - Other Lives - Paul Kalkbrenner - Rahaan - Residentie Orkest - Rise Against - ROD - Pearson Sound b2b Ben UFO - SBTRKT - Seasick Steve - Seth Troxler - Skrillex - Skunk Anansie - Smith Westerns - Stephen Marley - Suuns - Swing Zazou - Tek-One - Tensnake - The Computers - The Inspector Cluzo - The Gaslamp Killer - The Kills - The Maine - The Naked and Famous - The Offspring - The Roots - The View - The Wombats - Timber Timbre - Tom Trago - Trentemøller - Trippple Nippples - Trolley Snatcha - Trophy Wife - Twin Shadow - Warpaint - White Denim - Will and the People - Within Temptation - Wolf Gang - Young The Giant - Zombie Nation - Zwart Licht |

1967 · 1968 · 1993 · 1994 · 1995 · 1996 · 1997 · 1998 · 1999 · 2000 · 2001 · 2002 · 2003 · 2004 · 2005 · 2006 · 2007 · 2008 · 2009 · 2010 · 2011 · 2012 · 2013 · 2014 · 2015 · 2016 · 2017 · 2018 · 2019 · 2020 · 2021 · 2022 · 2023 · 2024